# Василе Войкулеску
Василе Войкулеску (рум. Vasile Voiculescu; 27 листопада 1884, Бузеу — 26 квітня 1963 Бухарест) — румунський письменник, поет, драматург, релігійний мислитель і медик.
Політв'язень комуністичних тюрем.

## Біографія
Народився в селі Пирсков повіту Бузеу 27 листопада 1884 в родині Костаке і Султани Войку. Батько Василе в молодості був бродячим торговцем, дід тримав бакалійну лавку.
Навчався в школі в Пирскові, потім в ліцеях імені Александра Хиждеу в Бузеу і імені Георгія Лазаря в Бухаресті. Після здобуття середньої освіти поступив спочатку на Факультет філології та філософії Бухарестського університету, але, провчившись на ньому недовгий час, перевівся на медичний факультет, який закінчив у 1909.
21 лютого 1910 одружився з Марією Мітеску (померла в 1946 від інсульту), від якої в нього було згодом п'ятеро дітей.
Медичною практикою почав займатися в селі Горж.
Під час Першої світової війни очолював мобільний госпіталь. В цей же час став відвідувати літературні вечори Александру Влахуце. З 1916 до 1943 випустив 8 поетичних збірок.
З 20-х років творчість Войкулеску набула релігійного ухилу. Як говорив сам письменник, якби він не став лікарем, то вибрав би професію священника.
У 1920 вступив до Товариства румунських письменників.
Після приходу до влади комуністів, з 1947 року його перестали публікувати. Вже тільки після смерті Войкулеску, в 1964 році, був надрукований збірник його віршів «Останні, вигадані сонети Шекспіра в уявному перекладі В. Войкулеску», а в 1966 — роман «Закхей сліпий».
У 1958 році був заарештований разом з іншими учасниками релігійного гуртка «Неопалима купина» (Rugul aprins) і засуджений до чотирьох років ув'язнення.
В ув'язненні його здоров'я погіршилось; Василе Войкулеску помер через рік після звільнення 26 квітня 1963.
У 1993 посмертно був обраний членом Румунської академії.

## Творчість
У поетичній творчості, за оцінками румунських критиків, близький до традиціоналістів, що продовжували традиції румунської поезії XIX — початку XX століття.
Найбільш значущими вважаються посмертно опубліковані твори письменника.

## Пам'ять
- Бібліотека повіту Бузеу названа на честь Василе Войкулеску.
- У рідному селі письменника Пирскове працює Будинок-музей Василе Войкулеску.
- Проводиться щорічний національний літературний конкурс імені Василе Войкулеску.